# I misteri di Londra (film)
I misteri di Londra (The Life and Adventures of Nicholas Nickleby) è un film del 1947 diretto da Alberto Cavalcanti, tratto dal romanzo Nicholas Nickleby di Charles Dickens.

## Trama
Nell'Inghilterra del diciannovesimo secolo, dopo la morte del padre, Nicholas Nickleby si trasferisce a Londra con la madre e la sorella Kate, in cerca di aiuto dallo zio Ralph, un ricco usuraio privo di scrupoli. Ralph sistema Nicholas come tutore presso il signor Squeers, che gestisce un collegio nello Yorkshire, e trova un impiego da sarta per Kate. Nicholas accompagna Squeers a Dotheboys Hall, dove scopre una realtà fatta di abusi fisici e morali ai danni degli alunni, orchestrati anche dalla moglie di Squeers. Inorridito, Nicholas fugge portando con sé Smike, un giovane malato e maltrattato. I due trovano rifugio presso Newman Noggs, un impiegato disilluso che lavora per Ralph ma ne disprezza segretamente i metodi. Dopo aver tentato invano di trovare lavoro, Nicholas e Smike si uniscono alla compagnia teatrale di Vincent Crummles, che li accoglie come attori itineranti. Qui i due conoscono un momento di serenità e successo. Una lettera urgente di Noggs richiama però Nicholas a Londra, dove Kate è minacciata dalle avances di Sir Mulberry Hawk e Lord Verisopht, due clienti di Ralph. Nicholas interviene con decisione, mettendosi ancora una volta in rotta di collisione con lo zio. Intanto, i due fratelli Cheeryble offrono a Nicholas una nuova opportunità, accogliendolo nella loro ditta e offrendogli il supporto che Ralph gli aveva negato. Nel corso della storia, Nicholas ritrova Madeline Bray, una giovane donna costretta a mantenere il padre indebitato con Ralph, e cerca in segreto di aiutarla. Ma nuovi complotti si profilano, coinvolgendo nuovamente Squeers e Smike, e un segreto a lungo nascosto rischia di cambiare il destino di tutti.